# Joe Anyon
Joseph "Joe" Anyon, född 29 december 1986, är en engelsk före detta fotbollsmålvakt. Anyons karriär började i Port Vale där hans debut i A-laget ägde rum i december 2006, efter att förstavalsmålvakten Mark Goodlad dragit på sig en skada mot Bristol City och var tvungen att opereras. Anyon spelade resten av säsongen 2006-07, med bara 25 insläppta mål. Anyon var sedan Port Vales  förstemålvakt och spelade med Port Vale i både EFL League One och EFL League Two fram till mars 2009, då han bröt ett skenben i en match mot Chesterfield efter en kollision med en annan spelare. Han kom inte tillbaka som förstemålvakt i Port Vale, men utsågs till årets spelare 2009 i Port Vale.
I maj 2010 skrev han på ett tvåårskontrakt med Lincoln City och spelade bland annat i FA-cupen. Under sin tid i Lincoln City var han en tid utlånad till Morecambe. Han utsågs av fansen till säsongens spelare 2011-12 i Lincoln City.
År 2012 började han i Shrewsbury Town. I januari 2013 lånades han ut till Macclesfield Town, för att täcka upp för deras målvakt som brutit tummen. Sommaren 2014 var Anyon aktuell för värvning till Cardiff City, men vid läkarundersökningen konstaterades ett oregelbundet hjärtljud och han diagnosticerades med Wolff-Parkinson-White syndrom, en medfödd hjärtsjukdom. Anyon behandlades och opererades och gick efter återhämtning i januari 2015 till Scunthorpe United, och därefter i maj 2017 till Chesterfield. I en match den 5 december mot Fleetwood Town bröt dock Anyon armen efter en kollision med en annan spelare. Efter återhämtning var han back up till Shwan Jalal till sommaren 2019, då han i juli gick över till Chorley. Han gjorde fyra matchframträdanden för Chorley i National League, innan denna 2019–20 ställdes in på grund av covid-19-pandemin.

## Meriter
Individuella
- Port Vale FC: Årets spelare 2009
- Lincoln City FC: Säsongens spelare 2011-12